# Pożar w tunelu Mont Blanc
Pożar w tunelu Mont Blanc – pożar, do którego doszło 24 marca 1999 roku w tunelu Mont Blanc na granicy francusko-włoskiej, w wyniku którego śmierć poniosło 39 osób, a kilkanaście zostało rannych. Po tym pożarze tunel był zamknięty przez kilka lat w celu jego remontu.

## Przebieg katastrofy
O 10:53 belgijska ciężarówka marki Volvo przewożąca 12 ton mąki i 9 ton margaryny oraz inne materiały łatwopalne, zatrzymała się w odległości 6,5 km od portalu tunelu po stronie francuskiej i zapaliła się.
O 10:55 zarządcy tunelu odebrali alarm pożarowy i zatrzymali pojazdy przed wjazdem do tunelu. W tej chwili w tunelu było co najmniej 10 samochodów/wanów i 18 ciężarówek, które wjechały od francuskiej strony. Kilka samochodów jadących ze strony włoskiej minęło volvo bez zatrzymania się. Niektóre samochody ze strony francuskiej chciały zawrócić w dwukierunkowym tunelu i wrócić do Francji, ale manewr w gęstym dymie, który szybko wypełnił tunel okazał się niemożliwy. Większość kierowców zamknęła swoje okna i czekała na ratunek. System wentylacji wprowadzał toksyczny dym z powrotem do tunelu w tempie uniemożliwiającym ucieczkę. Płomienie szybko wypełniły tunel i pochłaniały cały tlen, co spowodowało unieruchomienie silników samochodów znajdujących się w tunelu w obszarze zajętym pożarem. Wielu kierowców, którzy byli blisko pożaru, porzuciło swe samochody i postanowiło uciekać przez punkty ewakuacyjne.
W ciągu paru minut dwa wozy strażackie z Chamonix wyjechały do katastrofy. Ogień stopił instalację elektryczną i w tunelu zapanowały ciemności. W gęstym dymie, a także w pozostawionych i uszkodzonych pojazdach blokujących drogę, wielkie wozy strażackie również utknęły. Załogi przeciwpożarowe opuściły swoje pojazdy i ewakuowały się drzwiami przeciwpożarowymi (drzwi przeciwpożarowe były umieszczone w ścianach co 600 m). Gdy strażacy dochodzili do drzwi, usłyszeli wystrzały opon i cystern wybuchających w rozlanym i płonącym paliwie. Strażacy ci uratowani zostali 5 godzin później przez kolejny, trzeci oddział strażacki, który doszedł do nich przez szyb wentylacyjny. Spośród 15 uwięzionych strażaków, 14 było w ciężkim stanie, jeden z nich (oficer dowódca) zmarł w szpitalu. Niektórzy poszkodowani uciekli do schronów przeciwpożarowych. Drzwi do schronów osadzone podczas budowy tunelu pozwalały na przeżycie jedynie przez 2 godziny. Niektóre z drzwi były wymienione po 34 latach od zbudowania tunelu i umożliwiały przeżycie w schronie przez 4 godziny. Jednakże ogień płonął przez 56 godzin i osiągnął temperaturę 1000 °C (1832 °F), głównie z powodu ładunku margaryny w naczepie płonącej ciężarówki oraz cysterny, które także transportowały łatwopalne ładunki. Pożar pochłonął około 40 pojazdów w gęstym i toksycznym dymie zawierającym tlenek węgla, a także cyjanki.
W efekcie pożaru tunel zamienił się w wielki komin zasysający z jednej strony zimne powietrze, drugim końcem wyrzucając gorące. Efekt ten zwiększany był poprzez wdmuchiwanie świeżego powietrza z systemu dmuchaw po włoskiej stronie. Skutkiem tego tylko samochody znajdujące się w części tunelu skierowanej ku górze uległy zniszczeniu, podczas gdy samochody w dolnej części były w zasadzie nienaruszone. 27 ludzi zginęło w swoich pojazdach. 10 zginęło próbując uciekać pieszo. Z 50 ludzi uwięzionych przez ogień przeżyło tylko 12. Minęło 5 dni, zanim skutecznie wychłodzono tunel, żeby ekipy ratownicze i remontowe mogły do niego wejść i usuwać szkody.

## Ofiary pożaru
| Państwo         | Liczba osób |
| --------------- | ----------- |
| Francja         | 18          |
| Włochy          | 13          |
| Belgia          | 2           |
| Chorwacja       | 1           |
| Holandia        | 1           |
| Luksemburg      | 1           |
| Niemcy          | 1           |
| Słowenia        | 1           |
| Wielka Brytania | 1           |
| Razem           | 39          |

## Zmiany w tunelu
Po pożarze tunel zamknięto na trzy lata. W tym czasie dokonano zmian związanych z bezpieczeństwem przejazdu w tunelu. Zmiany uwzględniają:
- jednolity zarząd i monitoring tunelu (do czasu wypadku każda ze stron nadzorowała swoją połowę tunelu)
- skomputeryzowany sprzęt do wykrywania pożarów
- dodatkowe zatoki bezpieczeństwa
- równoległą do tunelu drogę ucieczki
- stację przeciwpożarową z wozami strażackimi w środku tunelu
- zakup trzech wozów strażackich wykonanych na zamówienie, specjalnie do pracy w tunelu, nazwanego Janus 4000, z dwoma kabinami, napędem na cztery koła i możliwością jazdy bokiem[2]

W komorach bezpieczeństwa założono instalację dostarczającą tlen. W zatokach bezpieczeństwa umieszczono wideotelefony, co umożliwia kontakt w razie zagrożenia i przekazanie poleceń przez służby stosownie do stopnia zagrożenia.

## Proces sądowy

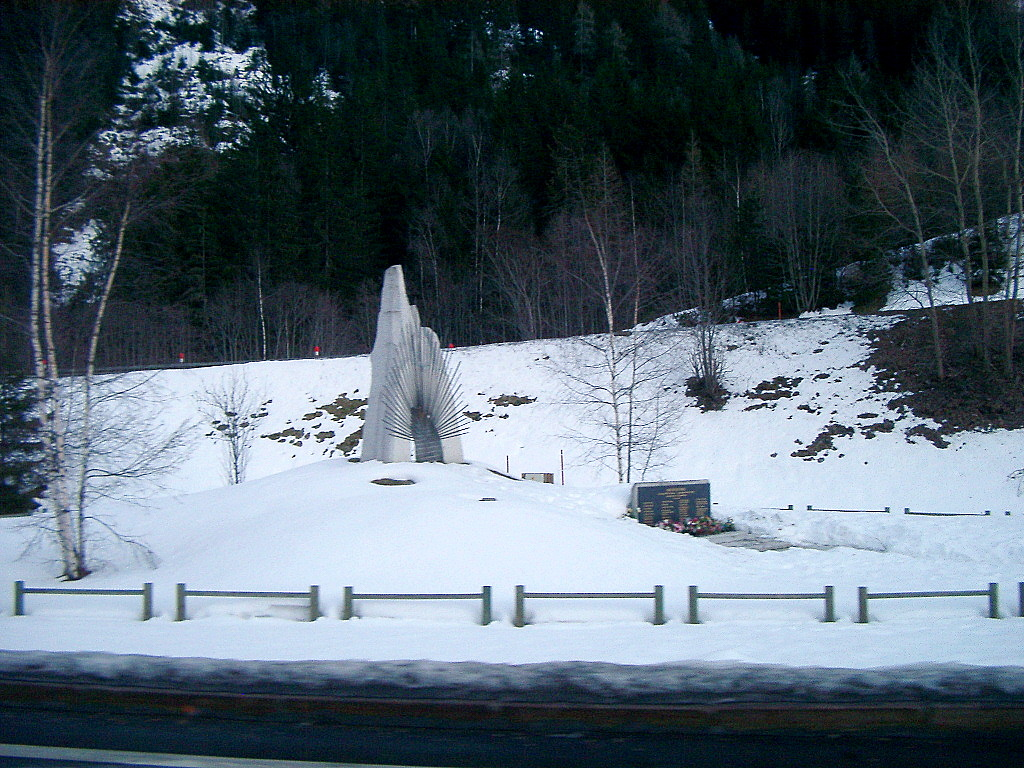
Tablica upamiętniająca ofiary pożaru

W Grenoble 31 stycznia 2005 odbył się proces sądowy, w którym oskarżeni zostali:
- Gilbert Degreaves, belgijski kierowca ciężarówki, która się zapaliła w tunelu
- Volvo, producent ciężarówki
- francuscy i włoscy zarządcy tunelu (ATMB i SITMB) odpowiedzialni za bezpieczeństwo w tunelu
- burmistrz Chamonix
- francuski minister ds. robót publicznych

Powód pożaru nie był jednoznaczny. Różne źródła podają, że był to papieros wyrzucony z ciężarówki, którego żar dostał się do filtra powietrza, powodując jego zapalenie się albo zwarcie elektryczne lub też niedbałe utrzymanie silnika pojazdu. Najbliższy czujnik dymu był niesprawny. Francuskie służby ratunkowe używały innej częstotliwości radiowej niż przewidziana do rozmów w tunelu. Włoska firma SITMB, która zarządzała częścią tunelu, wypłaciła rodzinom ofiar 13,5 miliona €. Édouard Balladur, były szef francuskiego przedsiębiorstwa zarządzającego tunelem (od 1968 do 1980), później premier Francji, był przesłuchiwany jako świadek. Balladur twierdził, że tunel nie mógł być dobrze zarządzany przez dwa różne przedsiębiorstwa (jedno we Francji i jedno we Włoszech), które nie zapewniały właściwej współpracy. 27 lipca 2005 r. 13 oskarżonych uznano za winnych i otrzymali wyroki od kar pieniężnych aż do 6 miesięcy więzienia w zawieszeniu.
- Gerard Roncoli, szef ochrony tunelu, dostał wyrok 6 miesięcy więzienia i dodatkowo 24-miesięczny zakaz wykonywania zawodu.
- Remy Chardon, szef francuskiego przedsiębiorstwa zarządzającego tunelem, dostał wyrok dwóch lat więzienia, a także karę w wysokości 18 000 USD.
- Gilbert Degreaves, kierowca ciężarówki, otrzymał karę 4 miesięcy więzienia w zawieszeniu.
- Siedmiu innych ludzi, łącznie z włoskim szefem ochrony, zostało zawieszonych w pełnieniu swoich funkcji, a także otrzymali kary pieniężne; każda z 3 firm musiała zapłacić 180 000 USD.

Oskarżenia w stosunku do firmy Volvo zostały oddalone.